# Herb gminy Boleszkowice
Herb gminy Boleszkowice – symbol gminy Boleszkowice.

## Wygląd i symbolika
Herb przedstawia na tarczy w polu białym z czerwoną bordiurą czerwone koło z ośmioma szprychami w złotej obręczy, z ośmioma srebrnymi gwoźdźmi. Jest to herb wsi, a niegdyś miasta Boleszkowice.

## Historia
Choć herb był używany przez władze gminy przez wiele lat, dopiero w 2011 postanowiono wpisać go do statutu gminy. Rozstrzygnięciem nadzorczym wojewody zachodniopomorskiego stwierdzono jednak nieważność punktu z herbem, argumentując to brakiem pozytywnej opinii Komisji Heraldycznej. Do dziś gmina na swoich stronach internetowych posługuje się wizerunkiem z 2011.